# Maison Kaisa
La maison Kaisa (finnois : Kaisa-talo) est un bâtiment construit dans le quartier de Kluuvi à  Helsinki en Finlande.

## Description
La maison Kaisa est un bâtiment des rues Fabianinkatu et Kaisaniemenkatu, où se trouve la bibliothèque principale de l'université d'Helsinki.
Le bâtiment abrite les services de bibliothèque des facultés du campus du centre-ville d'Helsinki et abrite également le centre d’information de l’Union européenne,
Le point d'information des statistiques de Finlande et la bibliothèque américaine.
Le bâtiment a ouvert le 3 septembre 2012.
La conception architecturale du bâtiment est due à Selina Anttinen et Vesa Oiva. 

## Prix et récompense
L'Association finlandaise du verre plat et l'Association finlandaise des architectes (Safa) ont élu le bâtiment structure de verre pour 2012.
En 2013, Selina Anttinen et Vesa Oiva ont reçu le prix national d'architecture.

## Galerie

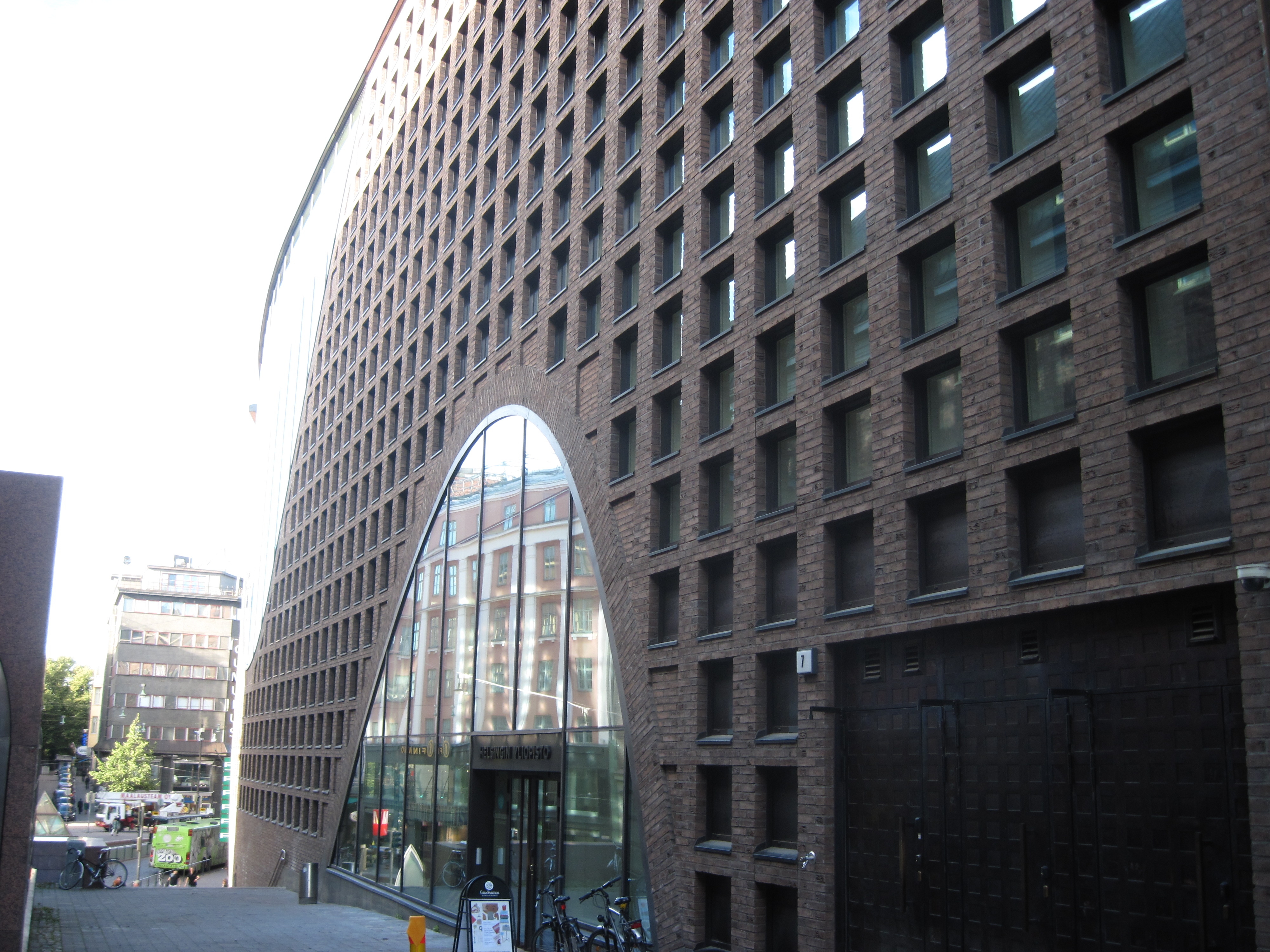
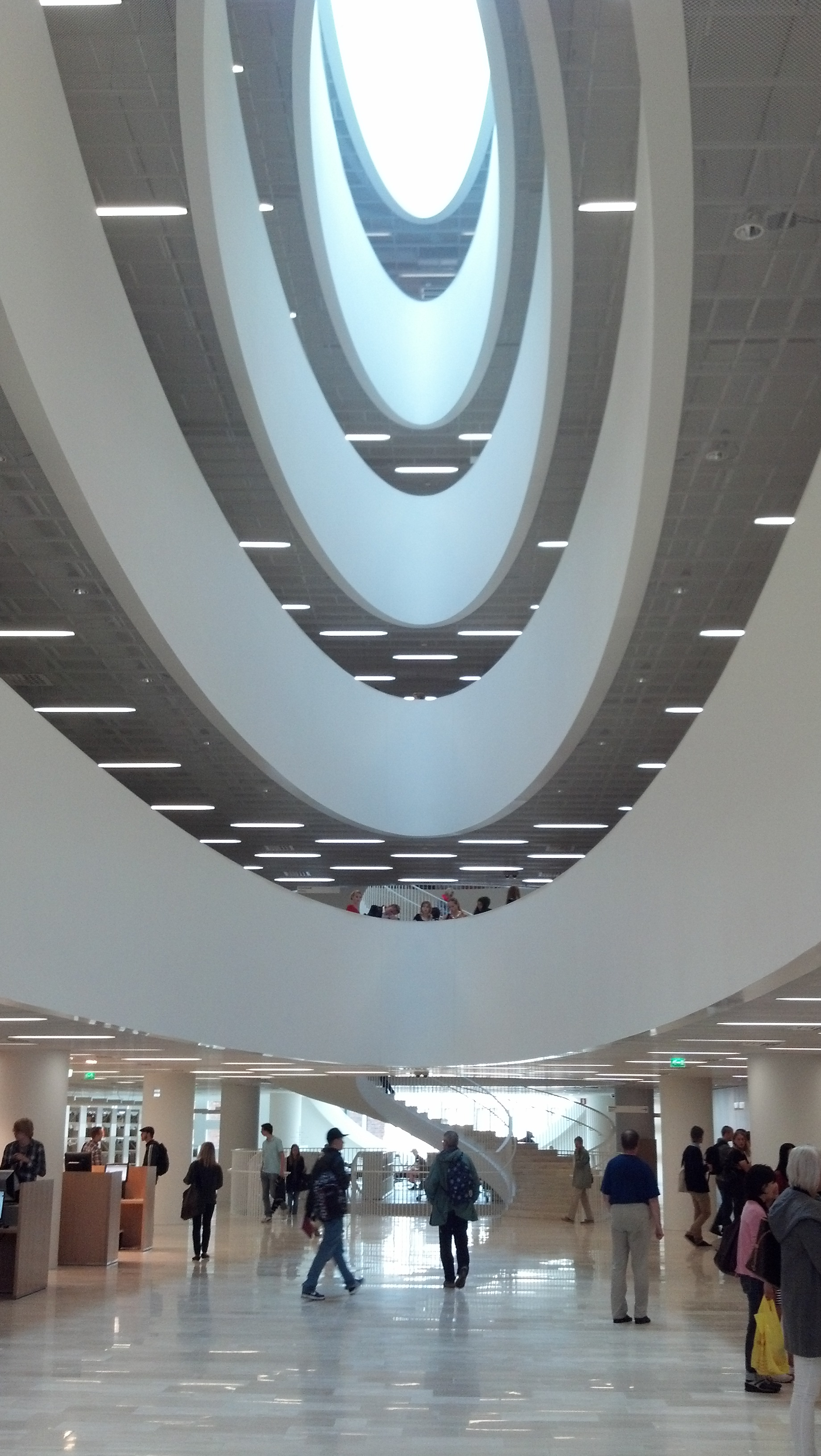
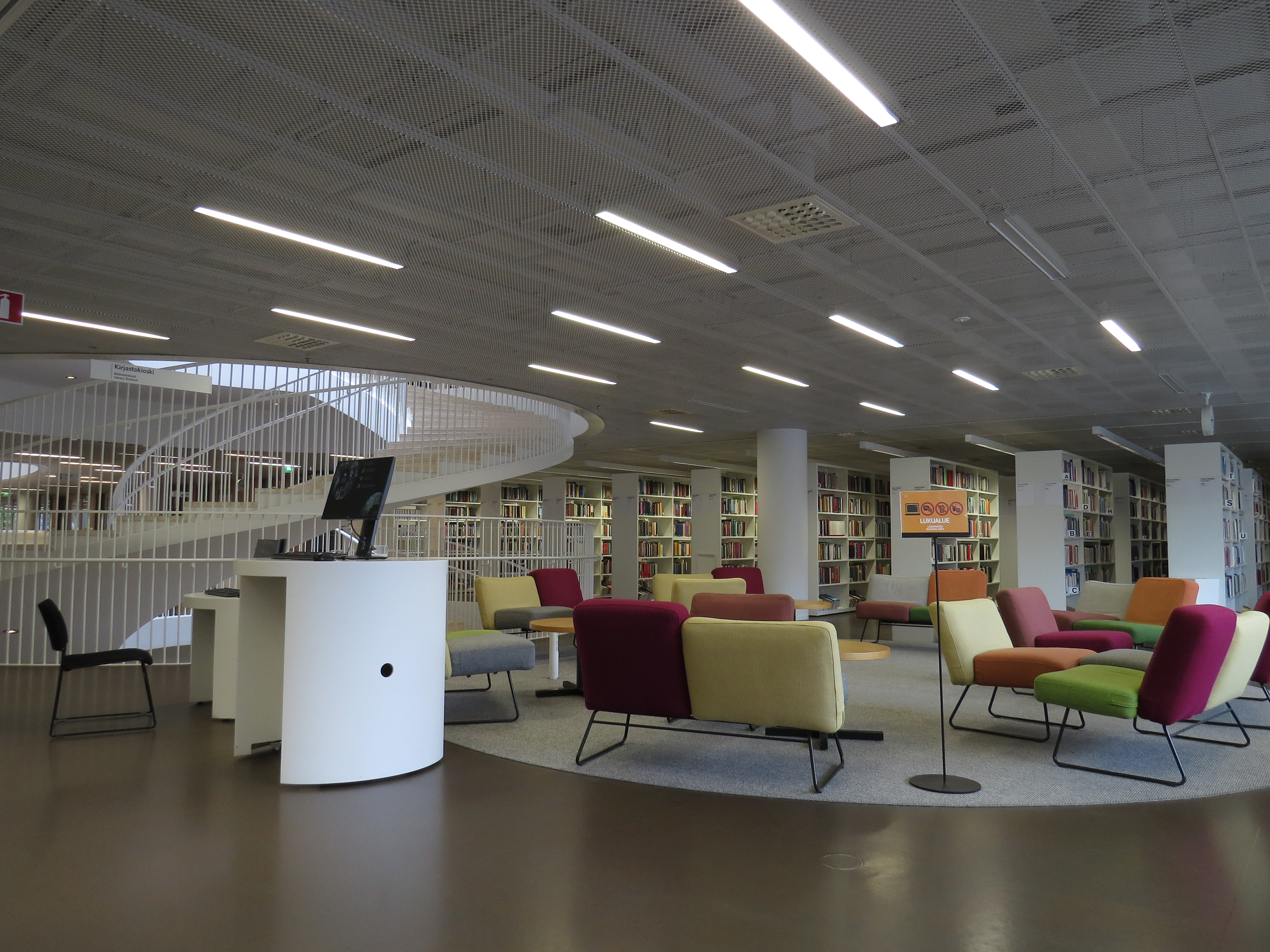
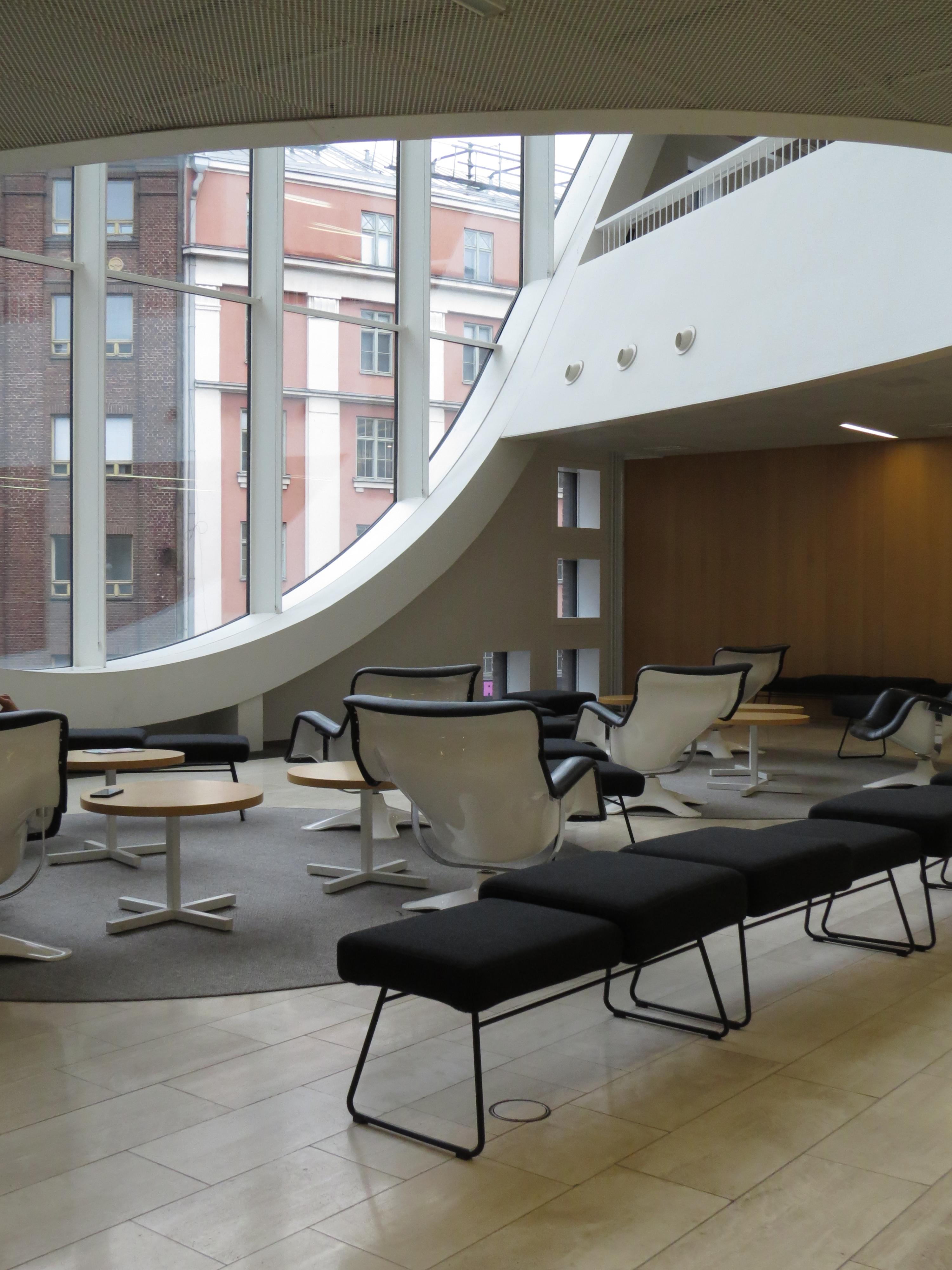